# Регионален исторически музей (Велико Търново)
Регионалният исторически музей (РИМ) е музей във Велико Търново. В него е подписана Търновската конституция.
Музеят включва следните обекти и експозиции, които представят на посетителите различните исторически епохи – от римския и ранновизантийския период, средновековна България, Българско възраждане, до следосвобожденска история и съвремие: архитектурно-музеен резерват „Царевец“, храм „Св. Петър и Павел“, храм „Св. Димитър“, храм „Св. Георги“, храм „Рождество Христово“ – Арбанаси, храм „Св. Архангели Михаил и Гавраил“ – Арбанаси, храм „Св. Димитър“ – Арбанаси, храм „Св. Георги“ – Арбанаси, храм „Св. Атанасий“ – Арбанаси, музей „Хаджи Илиева къща“, Археологически музей, музей „Възраждане и Учредително събрание“, музей „Нова и най-нова история“, музей „Затвор“, музей „Сарафкина къща“, къща музей „Петко Р. Славейков“, архитектурно-музеен резерват „Арбанаси“, музей „Констанцалиева къща“, Исторически музей – гр. Килифарево, къща музей „Филип Тотю“, археологически резерват „Никополис ад Иструм“, етнографски комплекс „Осенарска река“, къща „Леон Филипов“.

## История
Търновското археологическо дружество e основано през 1879 г. Първата музейна сбирка в града е създадена през 1914 година. Тя е била към Читалище Надежда. От 1985 г. сграда е обявена за музей.

## Експонати
- икони на Станислав Доспевски и Николай Павлович
- изделия от занаятчии – златарство, грънчарство, железарство, кожарство, шивачество, кожухарство